# Derk Bartels
Derk Bartels (Anreep (Assen), 29 juli 1883 - Hattem, 30 april 1937) was een Nederlands burgemeester.
Bartels werkte na de lagereschooltijd als smidsleerling en later als bankwerker in Uithuizen. Hij werd in Uithuizen voorzitter van de plaatselijke werkliedenvereniging. Rond 1904 werd hij lid van de Sociaal-Democratische Arbeiderspartij (SDAP).
Hij werd verkozen tot lid van de gemeenteraad (1911) en van Provinciale Staten (1916). Toen hij in 1918 de nieuwe gewestelijke secretaris van de SDAP werd, verhuisde hij naar Groningen. Ook in Groningen werd hij lid van de gemeenteraad.
In 1926 werd hij de eerste socialistische burgemeester in de provincie Groningen. Hij was burgemeester van Hoogezand tot aan zijn plotselinge overlijden in 1937. In deze plaats werd de Burgemeester Bartelsstraat naar hem vernoemd.